# قورباغه آبی شامی
قورباغه آبی شامی (نام علمی: Pelophylax bedriagae) نام یک گونه از تیره قورباغه‌های اصلی است.